# Gunungbatu (Bodeh)
Gunungbatu is een bestuurslaag in het regentschap Pemalang van de provincie Midden-Java, Indonesië. Gunungbatu telt 1450 inwoners (volkstelling 2010).